# Pintura

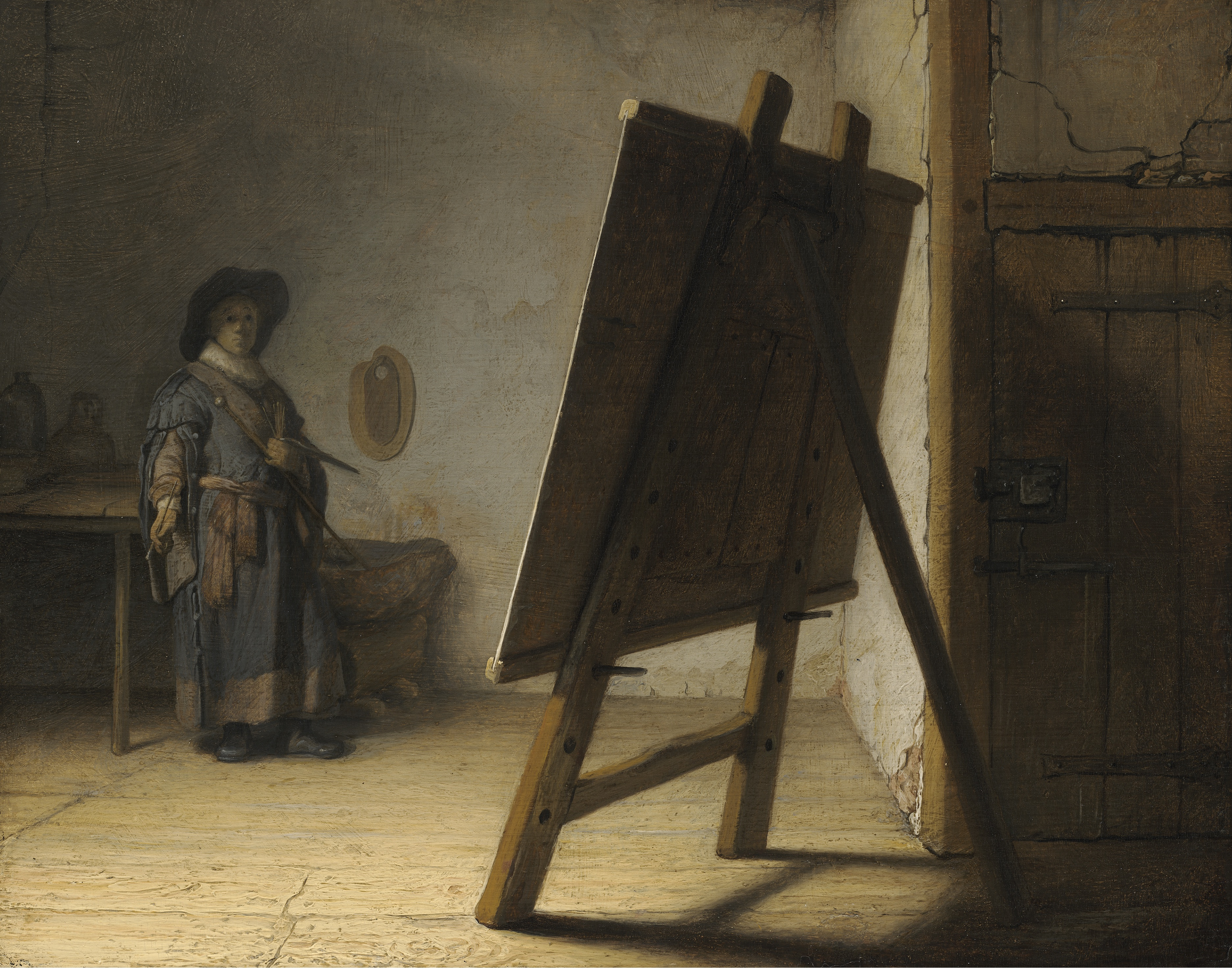
Rembrandt, O artista em seu estúdio, 1626-28. Representação do estúdio de um pintor no século XVII.

A pintura refere-se genericamente à técnica de aplicar pigmento em forma pastosa, líquida ou em pó a uma superfície, a fim de colori-la, atribuindo-lhe matizes, tons e texturas.
Em um sentido mais específico, é a arte de pintar uma superfície, tais como papel, tela, ou uma parede (pintura mural ou afrescos). Devido ao fato de grandes obras de arte, tais como a Mona Lisa e A Última Ceia, do renascentista Leonardo Da Vinci, serem pinturas a óleo, a técnica é historicamente considerada uma das mais tradicionais das artes plásticas. Com o desenvolvimento tecnológico dos materiais, outras técnicas tornaram-se igualmente importantes como, por exemplo, a tinta acrílica.
Diferencia-se do desenho pelo uso dos pigmentos líquidos e do uso constante da cor, enquanto aquele apropria-se principalmente de materiais secos.
No entanto, há controvérsias sobre essa definição de pintura. Com a variedade de experiências entre diferentes meios e o uso da tecnologia digital, a ideia de que pintura não precisa, necessariamente se limitar à aplicação do "pigmento em forma líquida". Atualmente o conceito de pintura pode ser ampliado para a "representação visual através das cores". Mesmo assim, a definição tradicional de pintura não deve ser ignorada. O concernente à pintura é pictural, pictórico, pinturesco ou pitoresco.

## História

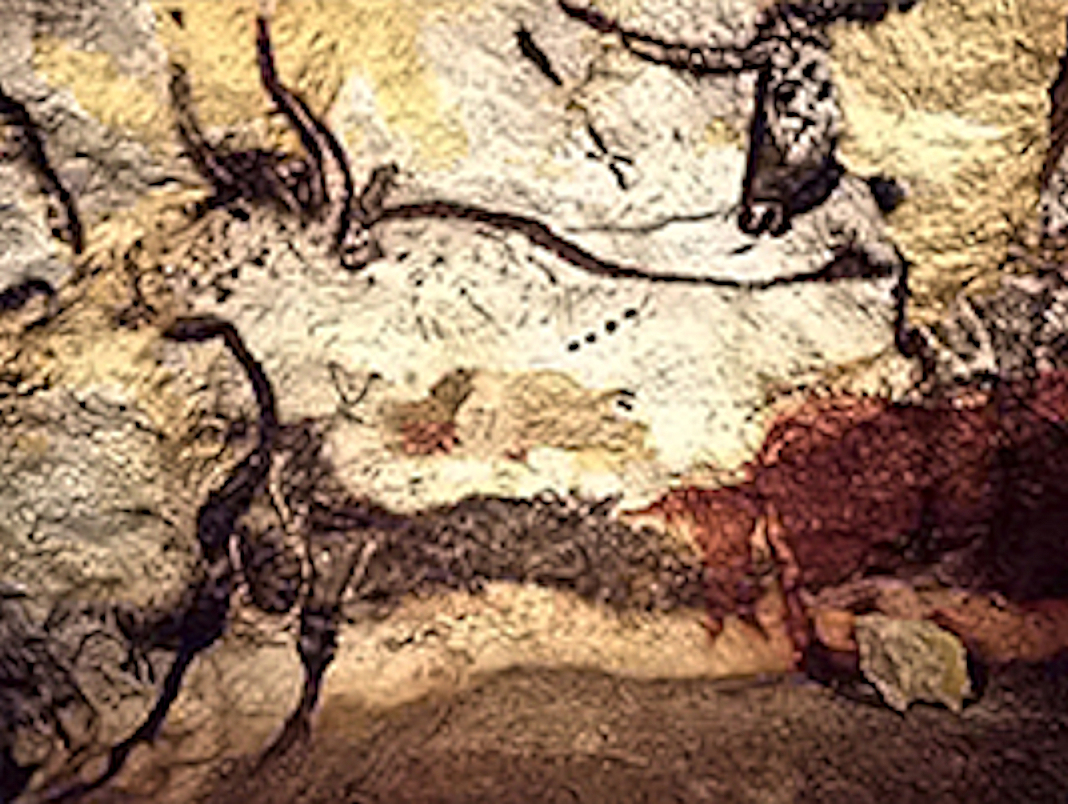
Pintura rupestre pré-histórica de auroques (francês: Bos primigenius primigenius), Lascaux, França.

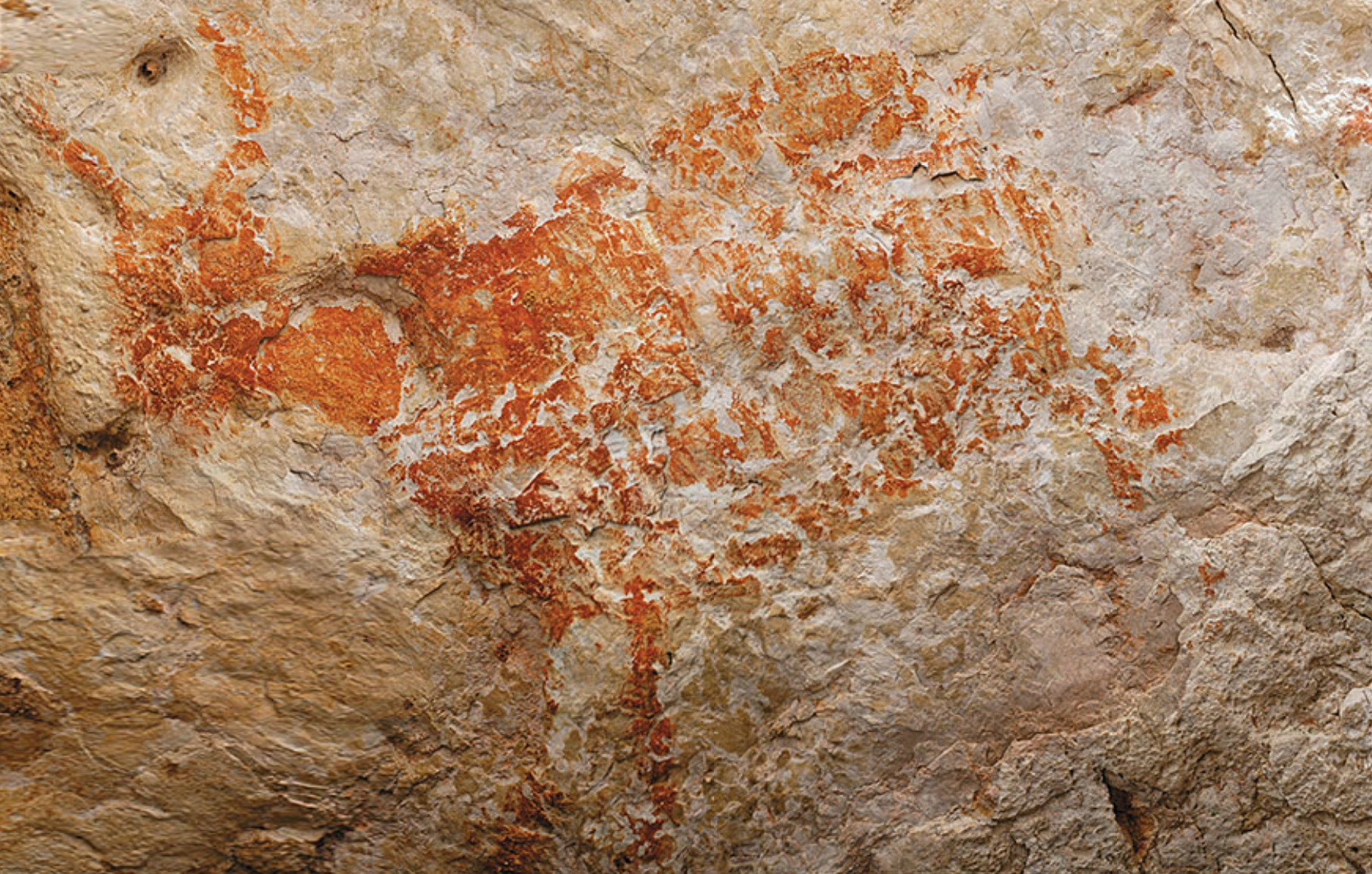
A mais antiga pintura figurativa conhecida é a representação de um touro que foi descoberto na caverna Lubang Jeriji Saleh, na Indonésia. Foi pintado há entre e anos

Mona Lisa, de Leonardo da Vinci.

As pinturas mais antigas conhecidas têm aproximadamente 40 000 anos, encontradas tanto na região franco-cantábrica na Europa Ocidental, quanto nas cavernas do distrito de Maros (Sulawesi, Indonésia). Em novembro de 2018, no entanto, cientistas relataram a descoberta da então mais antiga pintura de arte figurativa conhecida, com mais de 40 000 (talvez até 52 000) anos, de um animal desconhecido, na caverna de Lubang Jeriji Saléh, na ilha indonésia de Bornéu. (Calimantan). Em dezembro de 2019, pinturas rupestres figurativas retratando a caça ao porco no carste de Maros-Pangkepem Sulawesi foram estimados como ainda mais antigos, com pelo menos 43 900 anos de idade. A descoberta foi apontada como “o mais antigo registro pictórico de narrativa e a mais antiga obra de arte figurativa do mundo”. Mais recentemente, em 2021, foi relatada a arte rupestre de um porco encontrado em uma ilha da Indonésia e datado de mais de 45 500 anos. No entanto, a evidência mais antiga do ato de pintar foi descoberta em dois abrigos rochosos em Arnhem Land, no norte da Austrália. Na camada mais baixa de material desses sítios, são usados pedaços de ocre estimados em 60 000 anos. Arqueólogos também encontraram um fragmento de pintura rupestre preservado em um abrigo de pedra calcária em Kimberley região do Noroeste da Austrália, datada de 40 000 anos. Existem exemplos de pinturas rupestres em todo o mundo - na Indonésia, França, Espanha, Portugal, Itália, China, Índia, Austrália, México, etc. tradições complexas em estilo e assunto. No Oriente, a tinta e a tinta colorida predominaram historicamente na escolha da mídia, com tradições igualmente ricas e complexas.
A invenção da fotografia teve um grande impacto na pintura. Nas décadas após a produção da primeira fotografia em 1829, os processos fotográficos melhoraram e se tornaram mais amplamente praticados, privando a pintura de muito de seu propósito histórico de fornecer um registro preciso do mundo observável. Uma série de movimentos artísticos no final do século 19 e início do século 20 - notadamente o impressionismo, o pós-impressionismo, o fauvismo, o expressionismo, o cubismo e o dadaísmo - desafiaram a visão renascentista do mundo.
A arte moderna e contemporânea afastou-se do valor histórico do artesanato e da documentação em favor do conceito. Isso não impediu a maioria dos pintores vivos de continuar a praticar a pintura como um todo ou parte de seu trabalho. A vitalidade e a versatilidade da pintura no século 21 desafiam as "declarações" anteriores de seu fim. Numa época caracterizada pela ideia de pluralismo, não há consenso quanto a um estilo representativo da época. Os artistas continuam a fazer obras de arte importantes em uma ampla variedade de estilos e temperamentos estéticos — seus méritos são deixados para o julgamento do público e do mercado.
O movimento de arte feminista começou na década de 1960 durante a segunda onda do feminismo. O movimento procurou obter direitos iguais e oportunidades iguais para artistas femininas internacionalmente.

## Cor
Na pintura, um dos elementos fundamentais é a cor. A relação formal entre as massas coloridas presentes em uma obra constitui sua estrutura básica, guiando o olhar do espectador e propondo-lhe sensações de calor, frio, profundidade, sombra, entre outros. Estas relações estão implícitas na maior parte das obras da História da Arte e sua explicitação foi uma bandeira dos pintores abstratos ou não-figurativos.

## Técnica

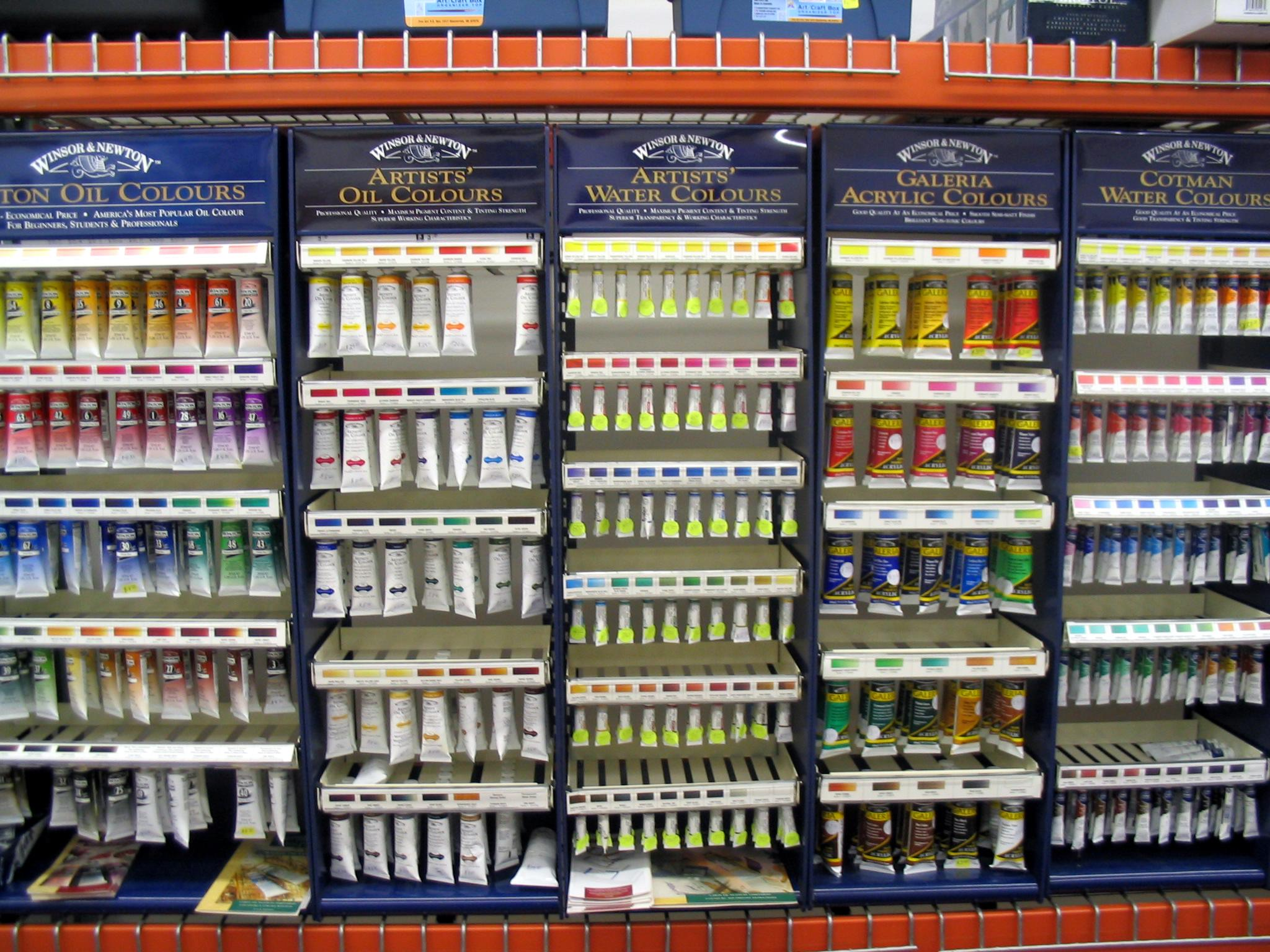
Diversos tipos diferentes de tintas nas prateleiras

Toda pintura é formada por um meio líquido, chamado médium ou aglutinante, que tem o poder de fixar os pigmentos (meio sólido e indivisível) sobre um suporte.
A escolha dos materiais e técnica adequadas está diretamente ligada ao resultado desejado para o trabalho e como se pretende que ele seja entendido. Desta forma, a análise de qualquer obra artística passa pela identificação do suporte e da técnica utilizadas.
O suporte mais comum é a tela (normalmente feita com um tecido tensionado sobre um chassi de madeira), embora durante a Idade Média e o Renascimento o afresco tenha tido mais importância. É possível também usar o papel (embora seja muito pouco adequado à maior parte das tintas).
Quanto aos materiais, a escolha é mais demorada e, normalmente, envolve uma preferência pessoal do pintor e sua disponibilidade. O papel é suporte comum para a aquarela e o guache, e eventualmente para a tinta acrílica.
As técnicas mais conhecidas são: a pintura a óleo, a tinta acrílica, o guache, a aquarela, a caseína, a resina alquídica, o afresco, a encáustica e a têmpera de ovo. É também possível lidar com pastéis e lápis de cera, embora estes materiais estejam mais identificados com o desenho.

## Tipos de pintura
- Autorretrato
- Alegoria
- Ícone
- Natureza morta
- Paisagem
- Pintura figurativa
- Pintura de gênero
- Retrato
- Veduta